# Tu–22
A Tu–22 (NATO-kódja: Blinder) az 1960-as évek elején a Tu–16 felváltására a Szovjetunióban a Tupoljev-tervezőirodában (OKB–156) kifejlesztett hangsebesség feletti bombázó és felderítő repülőgép volt. A Szovjetunión kívül Irak és Líbia is alkalmazta a típust.

## Története

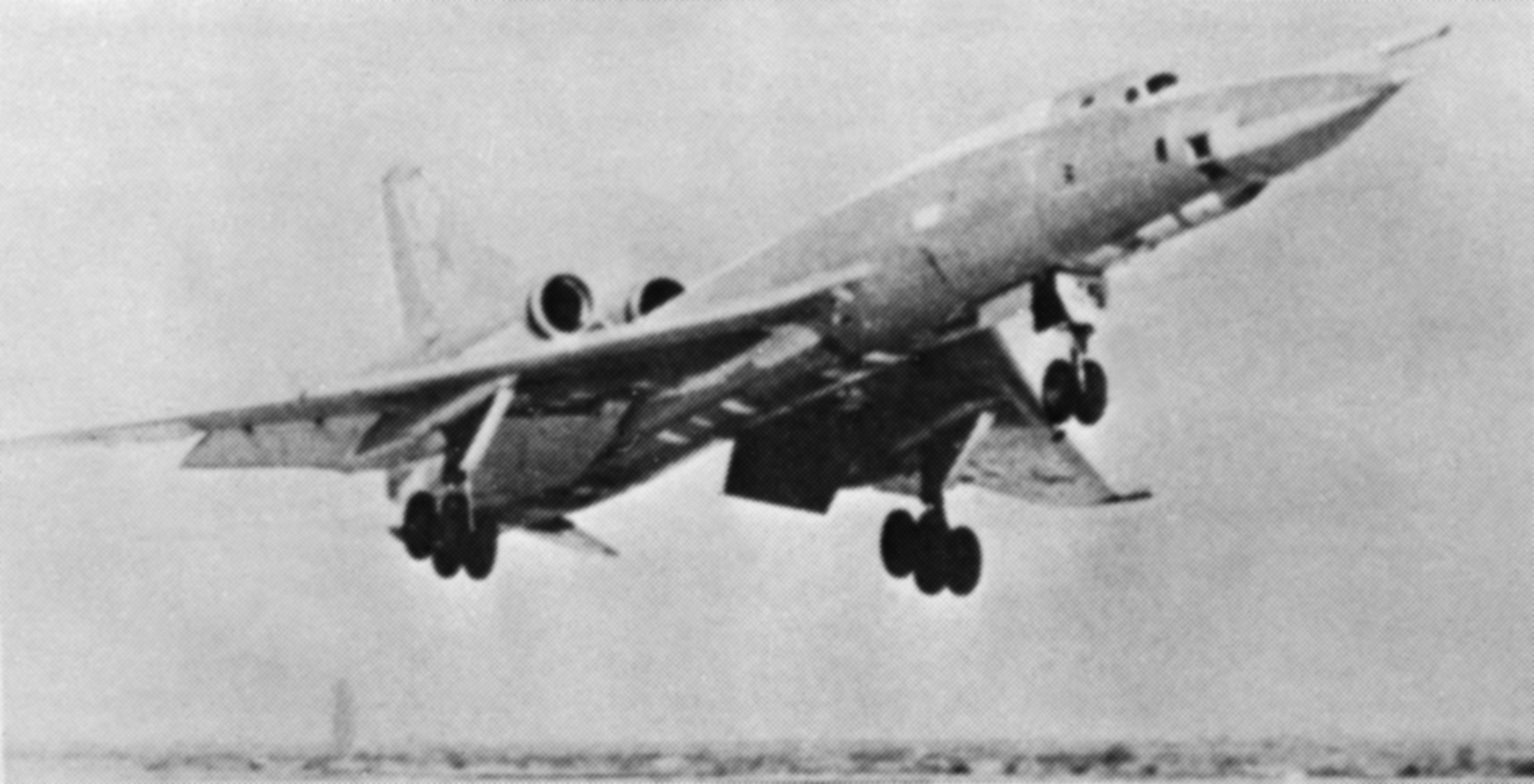
Tu–22 leszállás közben

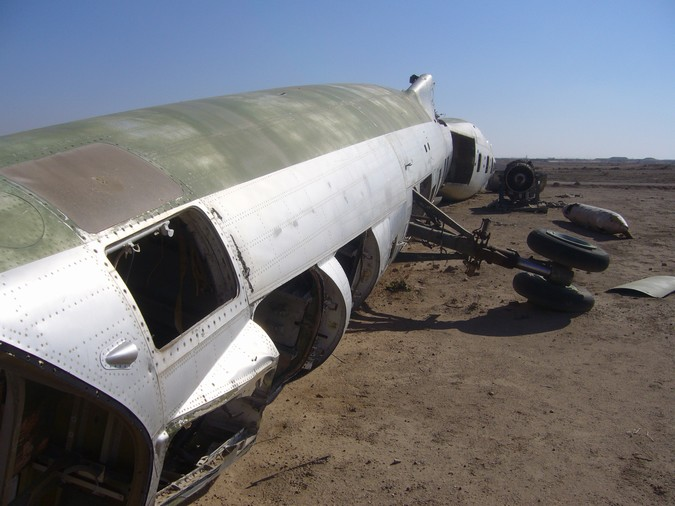
Iraki Tu–22 roncsa

A tervezőmunka 1955. augusztus 15-én kezdődött, és már 1957 augusztusára készen volt az első, gyári típusjelzéssel 105-ös gyártmánynak nevezett prototípus sárkányszerkezete. 1958 nyarára beszerelték a hajtóműveket és a prototípussal elkezdődtek a földi statikai kísérletek. A gép első repülésére 1958. június 21-én került sor. A 105-ös első prototípus építésével párhuzamosan, már 1957-ben elkezdték egy jelentősen módosított másik prototípus, a 105A építését. Ennél nagyobb aerodinamikai változtatásokat hajtottak végre, mindenekelőtt az aerodinamikai területszabályt alkalmazva a szuperszonikus repüléshez kedvezőbb, karcsúbb törzset kapott a szárnyak környékén. A 105A jelű prototípus 1959. szeptember 7-én repült először, és ez kapta később a Tu–22 típusjelzést.
A sorozatgyártású változat a Tu–22B típusjelet kapta. A kazányi 22. sz. repülőgépgyár által készített első sorozatgyártású példány 1960. szeptember 22-én emelkedett a levegőbe. A következő évben, július 9-én a nyilvánosság előtt is bemutatták a tusinói légiparádé keretében.
Az első, hagyományos bombafegyverzetű Tu–22B gépeket 1962-ben állították hadrendbe. A kezdeti időkben számos baleset történt a repülőgéppel. Hangsebesség feletti repülésnél a szerkezeti elemek melegedése miatt a kormányfelületek vezérlő rúdjai deformálódtak, emiatt gondok jelentkeztek a gép irányításánál. A repülőgép szokatlanul nagy leszállósebessége (mintegy 100 km/h-val volt nagyobb, mint a korábbi bombázók esetén) miatt nehezen vezethető gépnek számított. Leszállásnál hajlamos volt az orrát feladni, és a farokrész a betonnak ütődött.
Részben az üzemeltetésnél jelentkező problémák, részben a szovjet hadvezetés interkontinentális ballisztikus rakétákat preferáló hozzáállása miatt a Tu–22B-ből mindössze 15 db (egyes források szerint 20 db) készült.
A hagyományos bombázó változatnál sikeresebb karriert futott be a Tu–22R (Blinder–C) felderítő változat, amelynek a fejlesztése már a Tu–22B-ével párhuzamosan folyt, és 1962-ben ez a változat is hadrendbe állt. A fényképezőgépeket a repülőgép bombaterében helyezték el. Az R változatot alkalmassá tették légiutántöltésre, és ezt a rendszert a későbbi Tu–22 változatok is megkapták. A felderítő változatból 127 db készült, ebből 62 db-t a szovjet haditengerészeti légierő használt tengerészeti felderítő repülőgépként.
Kialakították a Tu–22U (Blinder–D) kiképző-gyakorló változatát, amelyből 46 db készült. Ez nem rendelkezett önvédelmi fegyverzettel. Az eredeti támadó funkcióra létrehozták a rakétahordozó változatát. Ez a Tu–22K (Blinder–E) jelű típusváltozat egy db Raduga H–22 (AS–4 Kitchen) robotrepülőgépet hordozott a törzs alatt félig behúzott állapotban. A K-változatot a szovjet stratégiai légierő és a haditengerészeti légierő is alkalmazta. A legutolsó típusváltozata a Tu–22P, amely kezdetben rádióelektronikai felderítő volt. Később néhány gépet elektronikus ellentevékenységre is alkalmassá tettek, ezeket a rakétahordozók mellett elektronikus zavaró gépként használták.
Sorozatgyártása 1969 decemberéig folyt, ez idő alatt összes típusváltozatát beleszámítva 311 db Tu–22 repülőgép készült. A sorozatgyártás során folyamatosan korszerűsítették, ennek során mind nagyobb tolóerejű hajtóműveket és modernebb elektronikai berendezéseket kapott. Később fokozatosan felváltotta a nagyobb teljesítményű Tu–22M. A mintegy három évtizedes üzemeltetése során a Szovjetunióban kb. 70 példánya semmisült meg balesetben. A Szovjetunió felbomlásakor 154 repülőgép volt még hadrendben. Ezek nagy része Oroszországhoz, kisebb mennyiség pedig Ukrajnához került. Ezt követően a még üzemképes példányokat selejtezték. Az Irakba exportált változatok az öbölháborúk során megsemmisültek, a Líbiának szállított gépek alkatrészhiány miatt váltak üzemképtelenné.

## Szerkezeti kialakítása

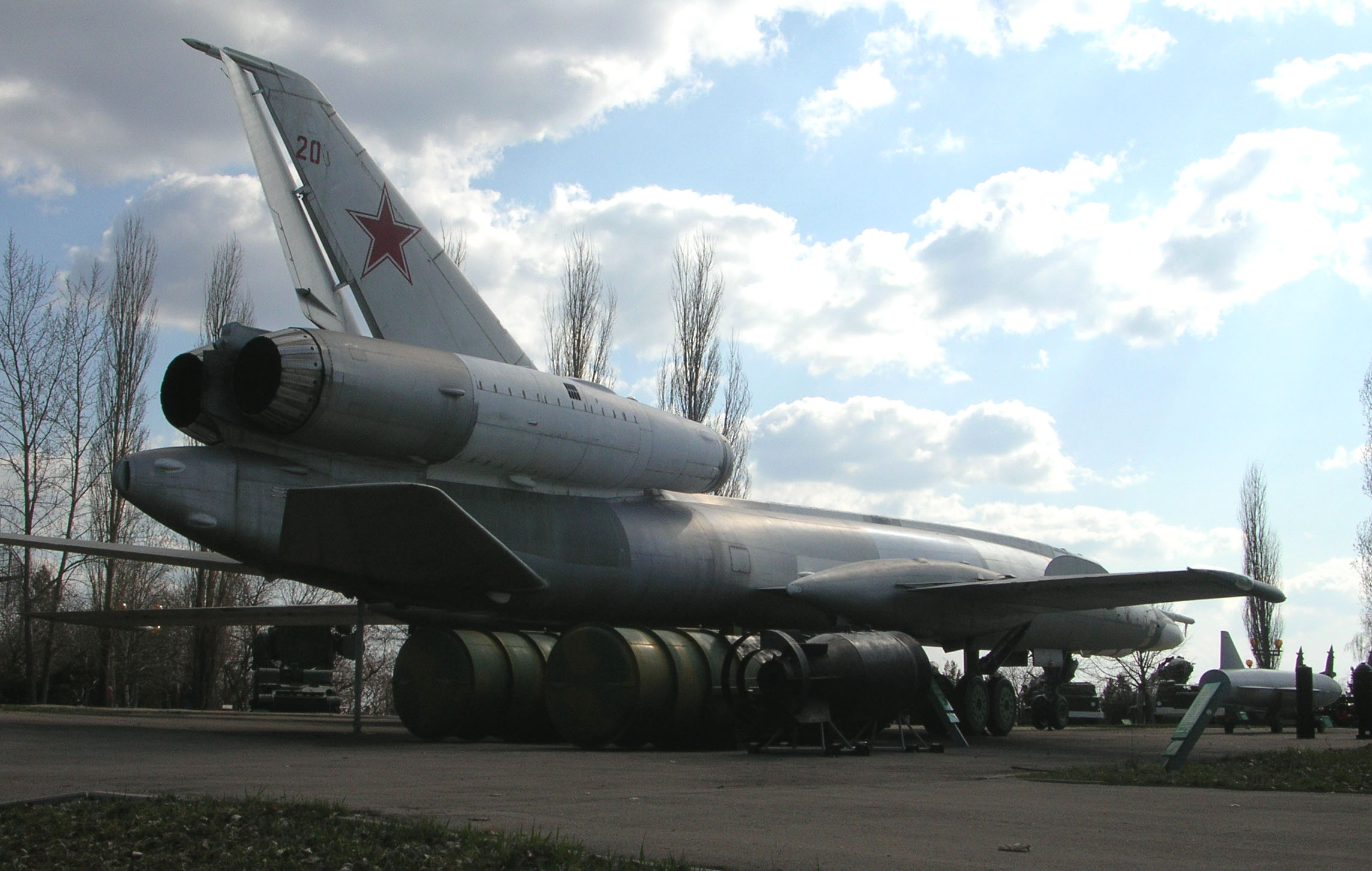
A hajtóművek elhelyezkedése a Tu–22-n

A hajtóműveket szokatlan módon, a törzs végében a függőleges vezérsík két oldalán helyezték el a nagyméretű hajtómű-gondolákban. Az első Tu–22 gépekbe a Dobrinyin VD–7M hajtómű került, később azonban a nagyobb tolóerejű Koljeszov RD–7M–2 gázturbinás sugárhajtóműveket alkalmazták. Hagyományos, tricikli elrendezésű futóművének kétkerekes orrfutóját a törzsbe, a négykerekes főfutóit pedig a Tupoljev-konstrukciókra jellemzően a szárnyakon kialakított futóműgondolákba húzta be. A gép a szuperszonikus repüléshez erősen, 55°-ban nyilazott szárnyakat kapott. A hangsebesség feletti repüléshez optimalizált szárny a hangsebesség alatti tartományban rossz repülőtulajdonságokat kölcsönzött a gépnek, és szokatlanul nagy volt a leszállósebessége, hosszú a kigurulási úthossza. 
A pilótakabinban, a gép középvonalától kissé balra foglalt helyet a repülőgépvezető, mögötte a fegyver-operátor, a pilóta előtt kissé lejjebb, a törzsben volt a navigátor helye. A pilótafülke kialakítása ergonómiailag kedvezőtlen volt. Rossz volt a kilátás belőle, és szűkös, kényelmetlen volt.

## Fegyverzet
Hagyományos és nukleáris gravitációs légibombák a bombatérben hordozhatta, ahol 24 db FAB–500 légibombát, vagy egy db FAB–9000 hagyományos légibombát lehetett elhelyezni. Ezen kívül Szovjetunióban rendszeresített különféle nukleáris gravitációs légibombák hordozására is alkalmas volt. A rakétahordozó változatnál a bombateret átalakították, ahová egy db Raduga H–22 robotrepülőgépet lehetett rögzíteni félig behúzott állapotban. A bombavetéshez hagyományos optikai bombacélzó, valamint egy Rubin-1A felderítő és tűzvezető rádiólokátor állt rendelkezésre.
Önvédelmi fegyverzetként a farokrészbe, a két hajtómű közé forgatható toronyban helyeztek el – típusváltozattól függően – egy vagy két db AM–23 23 mm-es gépágyút, amelyet a pilóta mögött helyet foglaló fegyveroperátor kezelt távirányítással. A fegyveroperátor munkáját a vizuális észlelés hiányának kompenzálására az önvédelmi gépágyú fölé beépített PRSZ–3 Argon tűzvezető radar segítette. Az AM–23 gépágyú lőszerjavadalmazása 250 db volt.
A felderítő változatok a bombatér helyére beépített fényképezőgépeket hordoztak.

## Harci alkalmazása

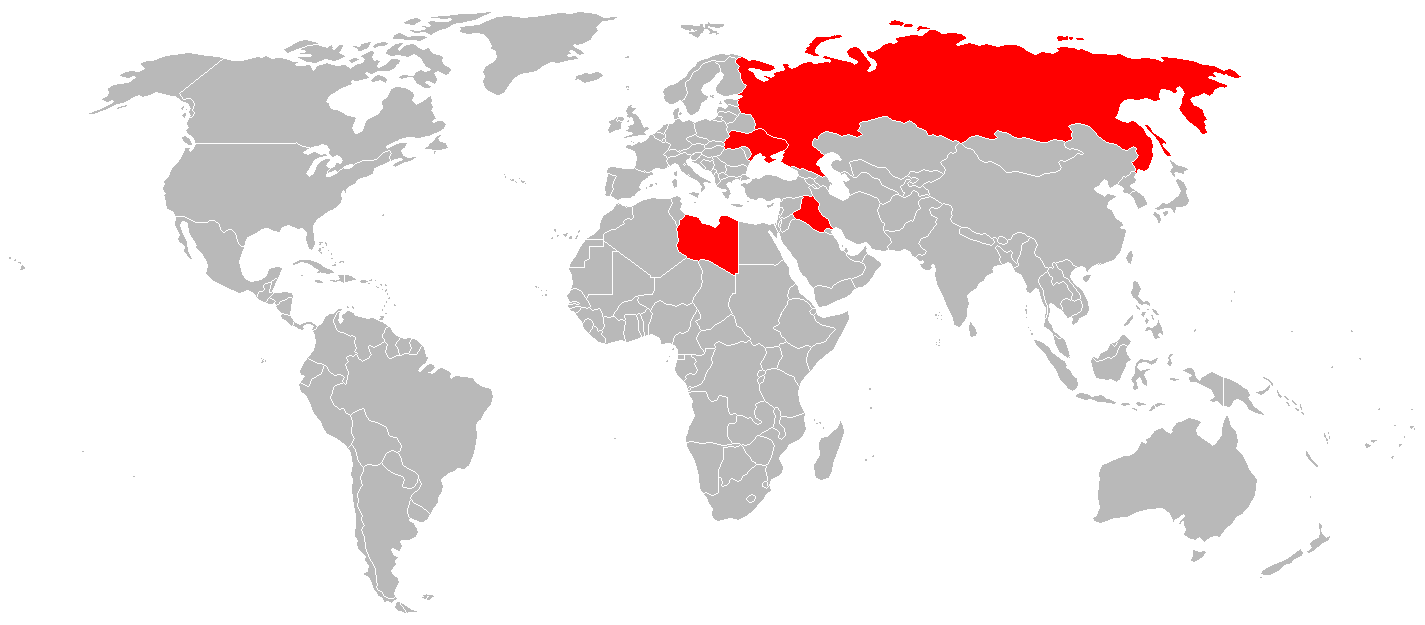
A világtérképen pirossal vannak jelölve a Tu–22-t alkalmazó országok

A Tu–22-t a Szovjetunió válságövezetekbe is exportálta, így azon kevés szovjet bombázók egyike, amelynek komoly harci alkalmazására is sor került. Líbiába az 1970-es években szállított a Szovjetunió Tu–22 bombázókat. Ezeket a gépeket Líbia bevetette 1979-ben a Tanzánia elleni támadás során, majd az 1980-as években több alkalommal bombáztak csádi és szudáni célpontokat.
Az Iraknak szállított Tu–22 bombázókat az 1980-1988 között Irak-iráni háború során rendszeresen bevetették. Irak a háború során 12 db Tu–22 gépéből hetet veszített el. Közülük egyet Teherán fölött légvédelmi rakétával lőttek le, egyet iráni F–14 Tomcat lőtt le, a többit a repülőterek elleni iráni légitámadások során semmisítették meg.
Tervezték a gépek egyiptomi exportját, de erre az egyiptomi–szovjet kapcsolatok megromlása miatt végül nem került sor.
A Szovjetunió éles harci helyzetben csak 1988-ban alkalmazta a Tu–22-t. Az afganisztáni háború során a Tu–22M gépeket kísérő Tu–22PD radarzavaró repülőgépeket vetettek be az afgán-pakisztáni határ közelében fekvő célok támadásakor, a pakisztáni légvédelem semlegesítésére.

## Típusváltozatok

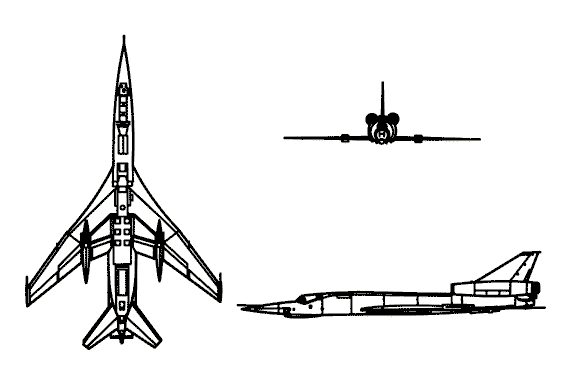
Tu-22

- Tu–22B – az alaptípus, kizárólag gravitációs légibombák szállítására volt alkalmas,
- Tu–22R, Tu–22RD, Tu–22RK és Tu–22 RDK – felderítő változatok,
- Tu–22RDM – a Tu–22RDK 1980-ban modernizált változata,
- Tu–22P, Tu–22PD – rádiófelderítő, illetve radarzavaró változat ,
- Tu–22K, Tu–22KD – 1965-ben megjelent rakétahordozó változat, amely Raduga H–22 robotrepülőgépekkel volt felszerelve,
- Tu–22KP, Tu–22KPD – a Tu–22PD 1968-ban megjelent modernizált változata,
- Tu–22U, Tu–22UD – kiképző-gyakorló változat.

A típusjelzésekben a D betű mindegyik alváltozatnál a növelt hatótávolságra utal.

## Tu–22M
Fő szócikk: Tu–22M
A Tu–22M stratégiai bombázó a típusjelzés alapján a Tu–22 egyik típusváltozatának tűnik, valójában azonban egy teljesen új típusról van szó. A Tu–22 típusjelzés alkalmazásával a Szovjetunió a SALT-tárgyalások során a típust a Tu–22M-nél jóval kisebb teljesítményű repülőgépként próbálta meg feltüntetni. Ezzel el akarta kerülni azt, hogy a Tu–22M-t a stratégiai bombázók közé sorolják.

## Műszaki adatok (Tu–22R)

### Tömeg- és méretadatok
- Hossz: 41,6 m
- Fesztáv: 23,6 m
- Magasság: 10 m
- Szárnyfelület: 162 m²
- Üres tömeg:
- Felszálló tömeg: 96 000 kg

### Hajtóművek
- Hajtómű típusa: Koljeszov RD–7M gázturbinás sugárhajtómű
- Hajtóművek száma: 2 db
- Tolóerő: 156,9 kN (az 1965-től alkalmazott RD–7M–2 tolóereje 161,8 kN)

### Repülési adatok
- Legnagyobb sebesség: 1640 km/h
- Hatósugár: 1300 km
- Maximális repülési távolság: 5500 km
- Utazómagasság: 13 500 m

## Külső hivatkozások
- Illés Zoltán: Tupoljev Tu-22 Blinder, JETFly Online
- A Tupoljev Repülőggyár honlapja (oroszul és angolul) Archiválva 2007. február 10-i dátummal a Wayback Machine-ben
- Tu-22 Blinder – Tu–22-esek repülőnapon, egy belorussziai szovjet bázis záróünnepségén, YouTube-videó